# Мурзін Олександр Євгенович
Мурзін Олександр Євгенович (20 липня 1954, СРСР, РРФСР, Краснодарський край, Ейськ) — радянський та український військовослужбовець, полковник, військовий льотчик першого класу, учасник радянсько-афганської війни, командир 806 полка авіації міста Луцьк, кавалер ордена Червоної зірки. 

## Біографія
Народився 20 липня 1954 року, вступив в 1971 році в Ейський вищий воєнний авіаційний інститут імені Комарова. У 1975 році закінчив у званні лейтенанта. Протягом 1980 років здійснював бойові вильоти, під час радянсько-афганської війни, за що був нагороджений Орденом Зірки.
У 1991 році як командир 806 полку, першим присягнув на вірність українського народу. У 1993 році відправлений на пенсію, після чого працював інкасатором та охоронцем.

## Особисте життя
Одружений, виховав двох синів.